# Fray Albino
Fray Albino es una barriada de Córdoba (España). Es la mayor parte del histórico Barrio del Campo de la Verdad situado en la margen izquierda del río Guadalquivir. Limita al norte y al este, con el mencionado río; y al suroeste, con el barrio Sector Sur. 

## Historia
Se trata de una barriada de viviendas unifamiliares, construido por la Asociación Benéfica La Sagrada Familia, fundada el 5 de febrero de 1947 por el obispo de Córdoba Albino González Menéndez-Reigada con el objeto de proporcionar viviendas dignas a la multitud de cordobeses que vivían en situaciones precarias, que según datos del Instituto Nacional de Estadística, ascendían a 16.999 familias, lo que suponía no menos de 85.000 personas, el 49.5% de la población.
Para este proyecto, Fray Albino consiguió la colaboración de empresarios cordobeses así como de Juan Manuel Font del Riego, Vicente Flórez de Quiñones y el arquitecto Carlos Sáenz de Santamaría que redactó el proyecto. La financiación contó con una aportación de 500.000 ptas. del Ministerio de Trabajo entonces comandado por el León de Fuengirola, José Antonio Girón. El Ayuntamiento donó 18.170 m² de terreno y la Dirección General de Ganadería que proporcionó terrenos a un precio simbólico, los donativos de numerosos ciudadanos y los fondos recaudados de distintos eventos organizados con este fin que sumaron cerca de 1.000.000 de pesetas.
El proyecto se desarrolló en tres fases, iniciándose las primeras viviendas en 1947 y realizándose la entrega el 9 de octubre de 1948 con la presencia de Francisco Franco y del propio Fray Albino. Además se dotó a la barriada de equipamientos sociales como mercado, iglesia, colegios, cine, locales comerciales y el estadio de San Eulogio.
En el año 2007 se inicia un proceso de rehabilitación de las viviendas del barrio, muchas de las cuales presentaban grandes deficiencias en su estructura debido a lo irregular del terreno sobre el que se asientan así como a las fuertes lluvias que se produjeron a finales de 2005 a causa del huracán Vince.